# Numero primo di Sophie Germain
Un numero primo di Sophie Germain è un numero primo {\displaystyle p} tale che {\displaystyle 2p+1} è anch'esso un numero primo. Il numero {\displaystyle 2p+1} è invece chiamato primo sicuro. Prendono nome dalla matematica francese Sophie Germain, che all'inizio del XIX secolo li usò per dimostrare un caso particolare dell'ultimo teorema di Fermat.

## Prime proprietà
I numeri primi di Sophie Germain minori di 104 sono:
2, 3, 5, 11, 23, 29, 41, 53, 83, 89, 113, 131, 173, 179, 191,233, 239, 251, 281, 293, 359, 419, 431, 443, 491, 509, 593, 641, 653, 659, 683, 719, 743, 761, 809, 911, 953, 1013, 1019, 1031, 1049, 1103, 1223, 1229, 1289, 1409, 1439, 1451, 1481, 1499, 1511, 1559, 1583, 1601, 1733, 1811, 1889, 1901, 1931, 1973, 2003, 2039, 2063, 2069, 2129, 2141, 2273, 2339, 2351, 2393, 2399, 2459, 2543, 2549, 2693, 2699, 2741, 2753, 2819, 2903, 2939, 2963, 2969, 3023, 3299, 3329, 3359, 3389, 3413, 3449, 3491, 3539, 3593, 3623, 3761, 3779, 3803, 3821, 3851, 3863, 3911, 4019, 4073, 4211, 4271, 4349, 4373, 4391, 4409, 4481, 4733, 4793, 4871, 4919, 4943, 5003, 5039, 5051, 5081, 5171, 5231, 5279, 5303, 5333, 5399, 5441, 5501, 5639, 5711, 5741, 5849, 5903, 6053, 6101, 6113, 6131, 6173, 6263, 6269, 6323, 6329, 6449, 6491, 6521, 6551, 6563, 6581, 6761, 6899, 6983, 7043, 7079, 7103, 7121, 7151, 7193, 7211, 7349, 7433, 7541, 7643, 7649, 7691, 7823, 7841, 7883, 7901, 8069, 8093, 8111, 8243, 8273, 8513, 8663, 8693, 8741, 8951, 8969, 9029, 9059, 9221, 9293, 9371, 9419, 9473, 9479, 9539, 9629, 9689, 9791.
A marzo 2016, il più grande primo di Sophie Germain conosciuto è {\displaystyle 2618163402417\cdot 2^{1290000}-1}, un numero di 388342 cifre decimali, scoperto nel febbraio 2016 da James Scott Brown attraverso il progetto di calcolo distribuito PrimeGrid.
I numeri primi di Sophie Germain devono soddisfare diverse restrizioni modulari: ad esempio, se {\displaystyle p} è congruo ad 1 modulo 3, allora {\displaystyle 2p+1\equiv 0{\bmod {3}}}, ovvero 3 divide {\displaystyle 2p+1}. Di conseguenza, ogni numero primo di Sophie Germain (ad eccezione di 3) sono congrui a 2 modulo 3. Partendo da un qualsiasi primo {\displaystyle q} al posto di 3, è possibile con lo stesso ragionamento eliminare una classe di resto modulo {\displaystyle q}: ad esempio, se {\displaystyle p} è congruo a 2 modulo 5 (e diverso da 2) allora non è un primo di Sophie Germain.
I primi di Sophie Germain sono collegati con i primi di Mersenne. Eulero dimostrò che, se un primo di Sophie Germain è della forma {\displaystyle p=4k-1}, allora {\displaystyle p} divide {\displaystyle 2^{p}-1}, che quindi non è un numero primo.

## Distribuzione
Non è noto se vi siano infiniti numeri primi di Sophie Germain. Usando tecniche di crivello, si può congetturare che il numero di primi di Sophie Germain minori di {\displaystyle n} sia asintotico a
{\displaystyle 2C_{2}{\frac {n}{(\ln n)^{2}}}}
dove ({\displaystyle p} varia tra i numeri primi)
{\displaystyle C_{2}=\prod _{p>2}{\frac {p(p-2)}{(p-1)^{2}}}\approx 0,660161}
è la costante dei numeri primi gemelli.

## Relazione con l'ultimo teorema di Fermat
Attorno al 1825, Sophie Germain dimostrò che, se {\displaystyle p} e {\displaystyle q} sono due numeri primi tali che
1. {\displaystyle p} non è una {\displaystyle p}-esima potenza modulo {\displaystyle q}, e
2. se {\displaystyle x,y,z} sono numeri interi, {\displaystyle x^{p}+y^{p}+z^{p}\equiv 0{\bmod {q}}} implica che {\displaystyle q} divide {\displaystyle x}, {\displaystyle y} o {\displaystyle z},

allora il "primo caso" dell'ultimo teorema di Fermat vale per {\displaystyle p}, ovvero se {\displaystyle x^{p}+y^{p}+z^{p}=0}, allora {\displaystyle p} divide almeno uno tra {\displaystyle x}, {\displaystyle y} e {\displaystyle z}.
In particolare, se {\displaystyle q=2p+1}, allora la prima condizione è sempre soddisfatta (purché {\displaystyle p>3}) grazie al piccolo teorema di Fermat (in quanto {\displaystyle a^{p}} può essere congruo solo a {\displaystyle 1} o a {\displaystyle -1} modulo {\displaystyle q}. Allo stesso modo, {\displaystyle x^{p}}, {\displaystyle y^{p}} e {\displaystyle z^{p}} sono uguali a {\displaystyle 1} o a {\displaystyle -1} modulo {\displaystyle q}; di conseguenza,
{\displaystyle x^{p}+y^{p}+z^{p}\equiv (-1)^{a}+(-1)^{b}+(-1)^{c}{\bmod {q}}}
(per interi {\displaystyle a,b,c}) e questo può avvenire solo se {\displaystyle q=3}. Questo argomento, inoltre, può essere usato indipendentemente dal teorema generale per dimostrare direttamente il primo caso quando {\displaystyle p} è un primo di Sophie Germain.
Varianti di questo ragionamento portarono poi Legendre a dimostrare che {\displaystyle p} verifica il primo caso dell'ultimo teorema di Fermat nel caso in cui uno tra {\displaystyle 4p+1}, {\displaystyle 8p+1}, {\displaystyle 10p+1}, {\displaystyle 14p+1} e {\displaystyle 16p+1} sia un numero primo.